# Heidi Reiter

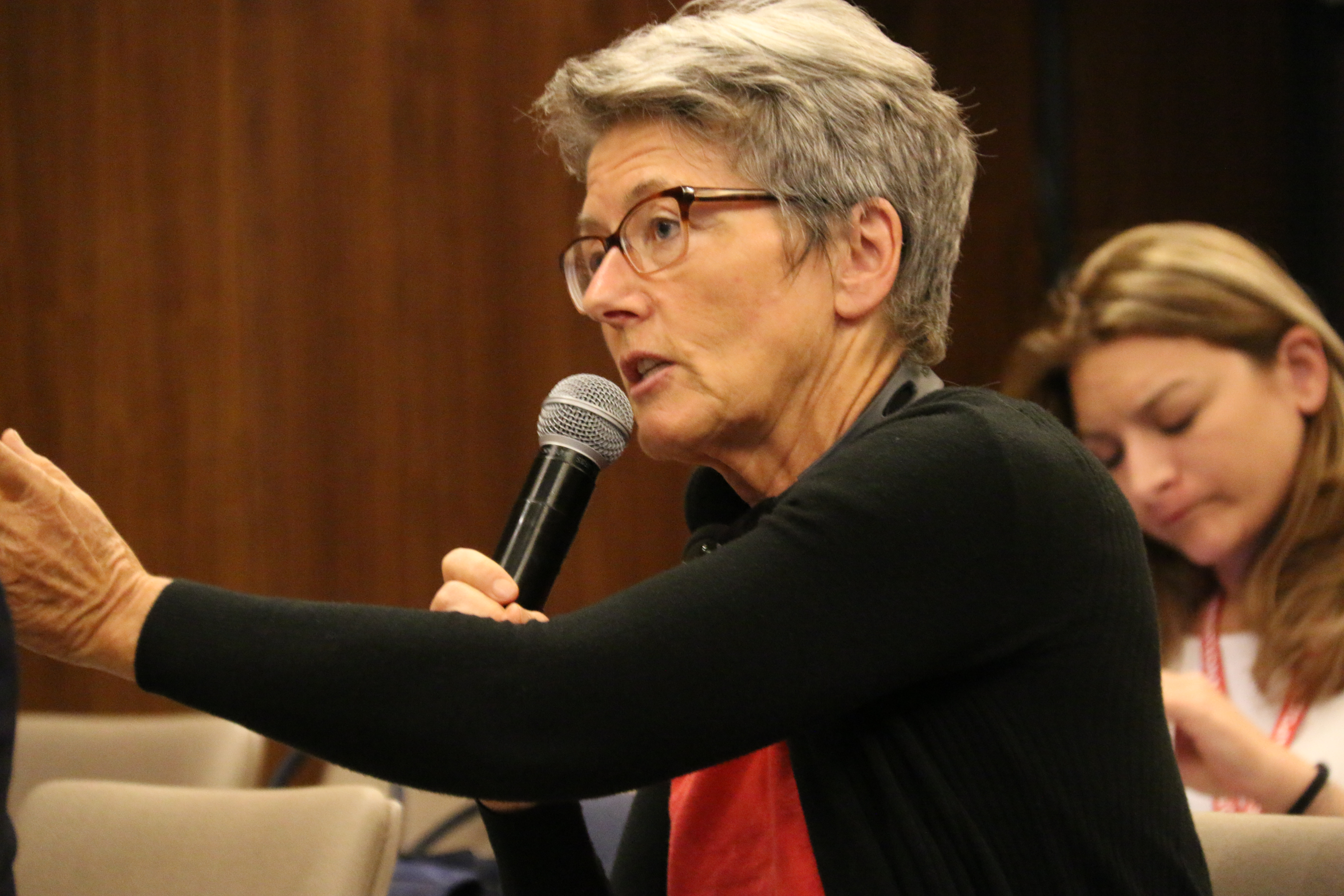
Heidelinde Reiter (2016)

Heidelinde „Heidi“ Reiter (* 19. August 1953 in Salzburg, Salzburg) ist eine österreichische Politikerin (Grüne). Reiter war von 1999 bis 2009 Abgeordnete zum Salzburger Landtag und von 2013 bis 2018 Mitglied des Bundesrates.

## Ausbildung und Privates
Reiter studierte Biologie an der Universität Salzburg und schloss ihr Studium mit dem akademischen Grad Dr. ab. Sie war danach wissenschaftliche Mitarbeiterin am Institut für Molekularbiologie in Salzburg. Reiter arbeitete zudem als Fremdenführerin. Reiter ist verwitwet und Mutter dreier Kinder. Eine Tochter starb im Juli 2009 bei einem Unfall.

## Politischer Werdegang
Reiter ist Begründerin der Bürgerliste Eugendorf und war bis 1999 zehn Jahre lang Gemeinderätin in Eugendorf. Sie war langjähriges Vorstandsmitglied und Vorstandssprecherin der Bürgerliste Salzburg-Land und vertrat die Grünen ab 1999 im Salzburger Landtag. Ihre Themenschwerpunkte waren nach eigenen Angaben Umwelt, Naturschutz, Tierschutz, Energie, Klima, Atom, Landwirtschaft, Verkehr und Raumordnung. Bei der Landtagswahl 2009 kandidiert Reiter auf dem 4. Platz der grünen Landesliste, einem Kampfmandat. In der Folge schied Reiter per 22. April aus dem Landtag aus.
Ab Juni 2013 war Heidi Reiter Mitglied des Bundesrats, nach der Landtagswahl in Salzburg 2018, bei der die Grünen ihr Bundesratsmandat verloren, schied sie aus dem Bundesrat aus.

## Auszeichnungen
- 2010: Großes Verdienstzeichen des Landes Salzburg[3]
- 2018: Großes Silbernes Ehrenzeichen für Verdienste um die Republik Österreich[4]